# Sachalin (Sarnów)
Sachalin – część wsi Sarnów w Polsce, położona w województwie lubelskim, w powiecie łukowskim, w gminie Stanin.
W latach 1975–1998 Sachalin administracyjnie należał do województwa siedleckiego.